# 나고미정
나고미정(일본어: 和水町 나고미마치[*])은 일본 구마모토현 북서부에 있는 다마나군의 정이다.
기쿠스이정(菊水町)과 미카와정(三加和町)의 대등 합병으로 2006년 3월 1일에 탄생했다. 정명은 일반 공모에 의한 것으로 두 정의 글자를 한 개씩 합친 합성 지명이다.

## 지리
구마모토현 북서부에 있으며 구마모토시에서 북서쪽으로 약 30km, 후쿠오카시에서 남쪽으로 약 90km 떨어진 곳에 위치하고 있다. 정역은 남북으로 길고 남북 19km, 동서 9km, 북부는 후쿠오카현과의 경계를 이루고 있다. 정역의 상당수는 분지이다.

### 인접한 자치체
- 구마모토현
  - 야마가시
  - 다마나시
  - 다마나군 난칸정, 교쿠토정

- 후쿠오카현
  - 미야마시
  - 야메시

## 역사
- 2006년 3월 1일 - 기쿠스이정·미카와정이 대등 합병해 나고미정이 성립하였다.

## 교통

### 도로
- 규슈 자동차도
- 국도 443호선